# 食品加工助劑
食品加工助剂是指一类有助于食品加工顺利进行的各种物质。这些物质的作用包括助滤、澄清、吸附、润滑、脱模、脱色、脱皮、提取溶剂（萃取）、发酵用营养物质等。与食品本身的主要成分无关，这些助剂在食品加工过程中发挥作用，通常不会成为食品的最终成分，要么完全除去，要么只有极少量残留。
食品加工助剂的特点在于：
- 一般应在食品中除去而不应成为最终食品的成分，或仅有微量残留；
- 在最终产品中没有任何工艺功能，主要服务于生产加工过程；
- 无需在产品成分中标明，因其不是最终食品的核心成分。

这些助剂的使用旨在提高生产效率、改善食品质量和确保生产过程的顺利进行。在食品工业中，它们被广泛应用于不同的生产环节，但不会直接影响最终食品的特性。

## 類型
- 助滤剂： 用于帮助去除食品中的杂质和悬浮物，改善澄清效果。常见成分包括硅土、氧化硅等。
- 澄清剂： 用于提高食品的透明度，使其更清澈。明矾、明胶等是常见的澄清剂。
- 吸附剂： 用于吸附、去除食品中的色素、异味等物质。活性炭、脱色剂等属于吸附剂。
- 润滑剂： 用于改善食品加工过程中的流动性，防止粘附。食用植物油、礦物油、蜂蜜等可作为润滑剂。
- 脱模剂： 用于防止食品附着在模具表面，方便脱模。植物油、液體石蠟等油属于脱模剂。
- 脱色剂： 用于去除食品中的色素，改善颜色。活性炭、过氧化氢等可用作脱色剂。
- 脱皮剂： 用于帮助去除食材的外皮。二氧化硅、二氧化鈦、酸类等可能用于脱皮剂。
- 提取溶剂： 用于提取食材中的香料、色素等成分。乙醇、醚类溶剂等可作为提取溶剂。
- 发酵用营养物质： 提供微生物发酵所需的营养成分。蛋白質、無機鹽、氨基酸、酵母营养剂等常被用作发酵用营养物质。